# Вёр (богиня)
Вёр (др.-сканд. Vǫr) — в скандинавской мифологии одна из Асов, порою называемая богиней знаний.

## Этимология
Vǫr может переводиться как «сведущая» или «осторожная» («бдительная», «внимательная»). Сходные переводы встречаются и в других европейских языках (англ. wary, aware, нем. die Vorsichtige)

## Вёр в Эдде
О Вёр повествует Высокий в «Младшей Эдде» («Видение Гюльви», часть 35), когда рассказывает о богинях: 

«Десятая, Вёр, умна и любопытна, ничего от неё не скроешь. Отсюда поговорка, что, мол, женщина «сведала» о том, что ей стало известно».
В «Списке имён», завершающем его книгу, Снорри Стурлусон, перечисляя всех богинь, среди прочих ещё раз упоминает Вёр.

## Интерпретации и мнения
Поскольку Вёр не имеет в скандинавской мифологии собственного сюжета и именуется порою «малой богиней» (англ. Minor goddess), есть попытки определить её в служанки верховной богине Фригг, и даже объявить одним из аспектов сущности Фригг, помогающим людям разгадывать обман.
Из-за сходного написания Вёр долгое время отождествлялась с другой из Асов — Вар (др.-сканд. Vár), чему также послужила различная транскрипция её имени (др.-сканд. Vǫr, Vavr) в дошедших до нас рукописях. К примеру, в переводе Эдды известного немецкого исследователя средневековья Хуго Геринга (англ. Hugo Gering) Вёр не упоминается вовсе, а её атрибуты продолжают описание Вар. Однако, имя Вёр было известно с языческих времён и, вероятно, уже тогда имело мифологическое значение.
Вполне возможно, что одна из валькирий, упоминаемая в Эдде — Гейравёр (др.-сканд. Geiravǫr) — как-то связана с богиней Вёр. По другой точке зрения слово «Вёр» могло служить эпитетом для богини Фрейи как воительницы и валькирии.
Выражение «Вёр достатка», встречающееся в «Саге о Битве на Пустоши», является одним из кеннингов женщины (в данном случае жены Торбьёрна).